# لارسا

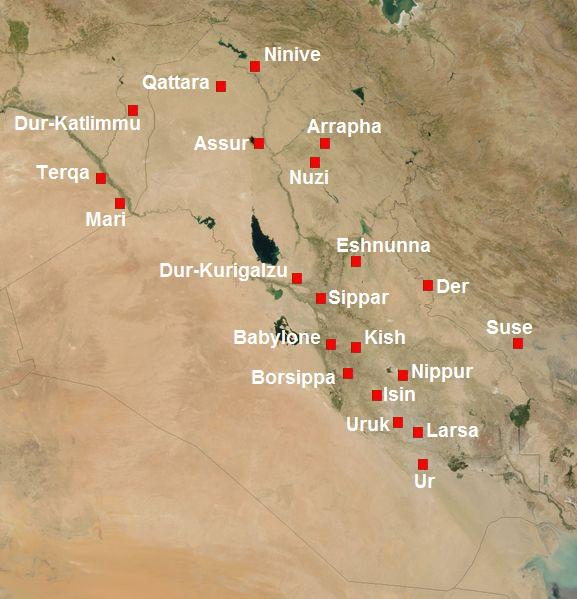
لارسا در نقشهٔ میانرودان

لارسا (لاراک و لاراگ هم خوانده شده است)، شهری مهم بوده در سومر باستان و در تل‌السنکره کنونی در عراق. لارسا در ۲۵ کیلومتری جنوب خاوری ویرانه‌های اوروک جای گرفته است.
بر پایهٔ منابع تاریخی و باستان شناختی به دست آمده، لارسا یکی از پنج شهر دارای پادشاهی در دورهٔ پیش دودمانی (پیش از ۲۹۰۰ پیش از میلاد) بوده است. این شهر در دورهٔ ایسن اهمیت سیاسی یافت.
در ۱۹۴۰ پیش از میلاد که دودمان سوم پادشاهی اور برافتاد، ایشبی‌ارا واپسین شاه این دودمان دولتش را در ایسن راه‌اندازی نمود. سپس بر شهرهای اور، اوروک، لاگاش و لارسا فرماندارانی برگماشتند. یکی از فرماندارانی که بر لارسا گماشته ش،د یک اموری به نام گونگونوم بود. او در لارسا اعلام استقلال نمود. سپس بر اور چیره شد. پس از او، دورهٔ ایسین-لارسا احتمالاً به علت کمبود منابع آبی رو به سراشیب نهاد. پس از این دوره، ایسین با شتاب رو با ناتوانی اقتصادی و سیاسی رفت.

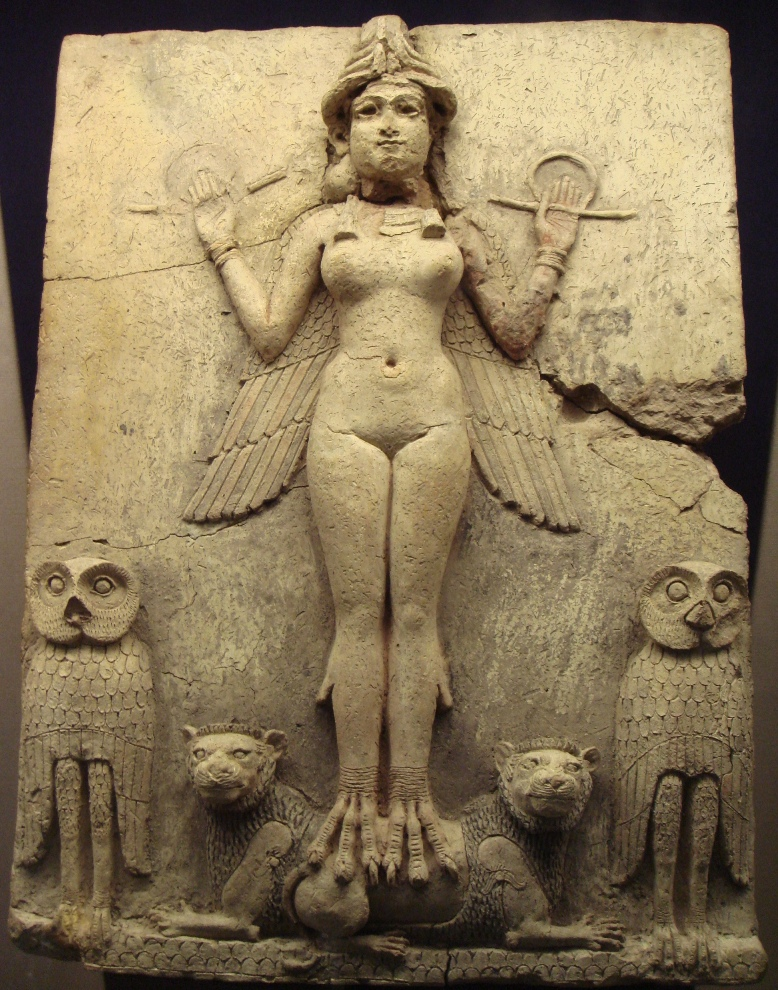
اثری یافت شده از دوره ایسن-لارسا، موزه بریتانیااوج

 شکوفایی لارسا در زمان فرمانروایی ریم‌سین یکم(حدود ۱۷۵۸-۱۶۹۹ پیش از میلاد) بوده‌است و در این زمان مرکز ادارهٔ ۱۰ تا ۱۵ دولت شهر دیگر بوده‌است. این شهر دارای ساختمان‌های بزرگ و سامانهٔ کشاورزی نیرومندی بوده است.